# Commodore
Commodore (полное название Commodore International) — находившаяся в Западном Честере (штат Пенсильвания) компания, долгое время бывшая заметным игроком на рынке персональных компьютеров (начиная с 1980 года). Также часто упоминается под названием своего R&D-подразделения: CBM (Commodore Business Machines). Commodore производили и продавали пользовавшиеся спросом во всём мире персональные компьютеры Commodore и Amiga.
Компания объявила о банкротстве в 1994 году. Была куплена компанией Escom, которая также объявила о банкротстве. В 2005 году бренд Commodore был передан компании, объединившей Yeahronimo Media Ventures Inc., SATXS Communications BV и Tulip Computers.

## История
В 1954 году в Торонто польским иммигрантом Джеком Трэмиелом была основана компания Commodore Portable Typewriter Company. Трэмелу удалось заключить сделку с чехословацкой компанией с тем, чтобы собирать пишущие машинки. К концу 1950-х североамериканский рынок заполонили пишущие машинки японского производства, сделав этот сегмент неприбыльным для американских компаний. Из-за этого Трэмел переключился на рынок суммирующих машин.
В 1955 году в Канаде компания была официально зарегистрирована как корпорация Commodore Business Machines, Inc. В 1962 году акции Commodore были выпущены на Нью-Йоркской бирже под именем Commodore International Limited. В конце 1960-х история повторилась — японские компании заполонили рынок суммирующих машин. Основной инвестор компании Ирвин Гоулд предложил Трэмиелу совершить поездку в Японию для того, чтобы поучиться конкуренции. Вместо этого он вернулся с идеей выпуска электронных калькуляторов, которые только-только стали выходить на рынок.
В 1976 году Трэмиел приобрёл MOS Technology, Inc — производителя микросхем, недорогого процессора 6502 и микрокомпьютера KIM-1. Через год был выпущен первый полноценный персональный компьютер компании — Commodore PET. Но настоящий успех пришёл в начале 80-х, после выпуска Commodore VIC-20 и Commodore 64 — самого продававшегося в мире компьютера. За всё время выпуска Commodore 64 было продано более 30 млн компьютеров. Согласно книге рекордов Гиннесса, Commodore 64 до сих пор остаётся лидером продаж среди моделей компьютеров.
В 1987 году впервые в СССР на майках футболистов киевского «Динамо» появилась реклама. Это была как раз реклама «Commodore». Кроме «Динамо» Киев, «Commodore» в разное время рекламировали «Бавария», "Осер", «Пари Сен-Жермен» и «Челси».
В 1994 году корпорация, имевшая заводы на Филиппинах, в Америке, Великобритании, Германии, Канаде и Шотландии, объявила о своём банкротстве.
Commodore UK — английское подразделение Commodore. Известно, в частности, как производитель специальных версий модельного ряда Amiga на территории Великобритании (см. например Amiga 1500).
В 1999 году был запущен космический аппарат НАСА «Стардаст», на борту которого находились две таблички с именами людей. На второй табличке, содержащей 1 млн имён, есть имена Amiga и Commodore Amiga.[значимость факта?]